# Sporting Fingal Football Club
El Sporting Fingal Football Club (en irlandés: Cumann Peile Fine Gall Spórtúil) fue un club de fútbol de Irlanda, con sede en Fingal. Fue fundado en 2007 y desapareció en 2011, y compitió en la máxima categoría del fútbol irlandés.

## Historia

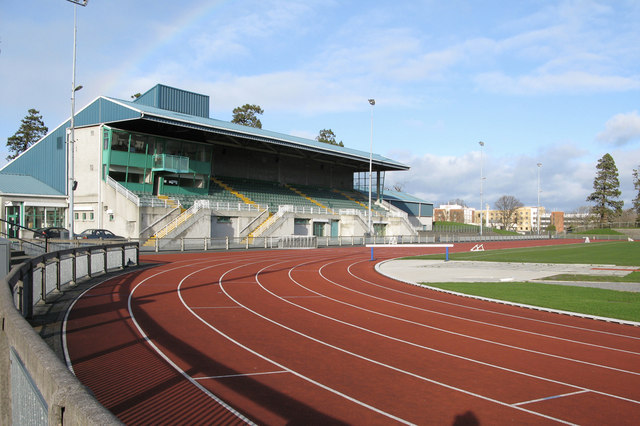
La tribuna del Morton Stadium, hogar del Sporting Fingal.

La idea para la creación del club partió del Consejo del Condado de Fingal como parte del plan de desarrollo del fútbol a largo plazo en el condado. El objetivo final era lograr que un equipo de Fingal participara en la Liga irlandesa, así como la construcción de un centro de excelencia al norte de Swords (Dublín). El plan se aceleró ante la renuncia del Kilkenny City AFC a su plaza en la Liga, dando la oportunidad al Sporting Fingal para conseguir la plaza bastante antes de lo que estaba pensado.
El consorcio que apoyó al club estuvo formado por Twinlite (una compañía de desarrollo de propiedades) y Keelings (una distribuidora de fruta y verduras).
El club como tal se creó en 2007 y fue presentado oficialmente el 11 de febrero de 2008. El Sporting Fingal, que en principio iba a jugar la liga 2008 en el A Championship (tercer escalón de la Liga irlandesa, en el que militan los filiales de los equipos de las dos divisiones superiores y unos pocos equipos no filiales, los únicos con derecho al ascenso), acabó ocupando la plaza del ya mencionado Kilkenny City en la First Division (segunda categoría de la Liga). La campaña 2008 fue muy positiva, finalizando en la cuarta posición por detrás de Dundalk, Shelbourne y Waterford Utd.
En diciembre de 2008 el club anunció que incrementaría su presupuesto de cara a la temporada 2009 en la First Division de la Liga de Irlanda. Esa temporada fue un gran éxito para el club del norte de Dublín, logrando el ascenso a la Premier Division tras vencer en un play-off a Bray Wanderers por un global de 4-2 y venciendo en la final de la Copa de Irlanda a Sligo Rovers remontando un 0-1 para ganar por 2-1 en los últimos minutos. Al lograr el título copero se clasificaron para UEFA Europa League (antigua Copa de la UEFA).
La temporada 2010 el Sporting Fingal jugó en la máxima categoría de la Liga irlandesa (la Premier Division) y en competición europea (UEFA Europa League). En la Europa League el club se enfrentó al CS Marítimo de Funchal (Portugal), jugando el encuentro de ida en el Estadio da Madeira, perdiendo por un esperanzador 3-2. Los dos goles marcados fuera de casa le daban a los irlandeses la oportunidad de remontar la eliminatoria en casa. Sin embargo, el encuentro de vuelta lo volvió a ganar el Marítimo de Funchal por 2-3, quedando el Sporting Fingal eliminado de Europa.
En la competición liguera el club cuajó una buena temporada de debut, finalizando en la cuarta posición, por detrás de Shamrock Rovers F.C., Bohemian F.C. y Sligo Rovers F.C.. Gracias a esa cuarta posición el club logró plaza en la UEFA Europa League por segunda temporada consecutiva.

### Desaparición
En enero de 2011 uno de los dos grandes inversores en el Sporting Fingal retiró su apoyo por problemas económicos derivados de la crisis económica irlandesa. El club se lanzó a la búsqueda de un patrocinador alternativo, pero en febrero, a escasas tres semanas del inicio del campeonato liguero el club dio la carta de libertad a todos sus jugadores, renunciando a los pocos días a su derecho a participar en la Liga irlandesa, lo que significó la desaparición efectiva del club.

## Palmarés

### Torneos nacionales
- Copa de Irlanda (1): 2009

## Participación en competiciones europeas

### UEFA Europa League
| Temporada | Competición        | Ronda             | Club     | Casa | Fuera | Cómputo global |
| --------- | ------------------ | ----------------- | -------- | ---- | ----- | -------------- |
| 2010-11   | UEFA Europa League | 2ª Clasificatoria | Marítimo | 2-3  | 2-3   | 4-6            |